# 聖洛倫索縣 (厄瓜多爾)
1°20′N 78°50′W / 1.333°N 78.833°W
聖洛倫索縣（西班牙語：Cantón San Lorenzo），是厄瓜多爾的縣份，位於該國西北部，由埃斯梅拉達斯省負責管轄，面積3,106平方公里，2001年人口28,180，人口密度每平方公里9.07人。